# Listă de fabuliști
- Alexandru Donici
- Hesiod;
- Demetrios din Falera;
- Esop;
- Horațiu;
- Phaedrus;
- Hyginus, (autor al cartii "Fabulae");
- Berechiah ha-Nakdan;
- Marie de France;
- Biernat of Lublin, (Polonia, 1465 - 1529);
- Jean de La Fontaine;
- Jean-Pierre Claris, (cavaler de Florian);
- John Gay;
- Ignacy Krasicki, (Polonia, 1735 - 1801);
- Hans Christian Andersen;
- Ivan Andreevici Krîlov;
- Grigore Alexandrescu;
- George Topârceanu;
- Urmuz;
- Tudor Arghezi;
- Uncle Remus, (Joel Chandler Harris);
- George Ade;
- James Thurber, (1894-1961);
- Damon Runyon;
- Sholem Aleichem;
- Gheorghe Asachi;
- Valentin Portas, (cartea "Lupul suferind: Fabule contemporane");
- Barbu Morcovescu-Barmo;
- George Sion;
- George Ranetti;
- Aurelian Paunescu;
- Eliezer Steinbarg;
- Nicolae Dragos, (cartea "Fabule din doua veacuri");
- Lev Nicolaevici Tolstoi;
- Cornelia Păun Heinzel, (cartea "O sută de fabule originale");